# Walton Newbold
Pour les articles homonymes, voir Newbold.
John Turner Walton Newbold, dit Walton Newbold, né le 8 mai 1888 dans le village de Culcheth dans le Lancashire et mort le 20 février 1943, est un journaliste et homme politique britannique. Il est le premier membre du Parti communiste à être élu député à la Chambre des communes, en 1922.

## Jeunesse et débuts
Il est le fils unique de Thomas Robinson Newbold, marchand de blé, qui l'élève dans la foi quaker et lui transmet son goût de la politique et de l'histoire. Après ses études à l'université de Manchester, il enseigne un temps l'histoire. En 1908 il rejoint la Société fabienne, puis le Parti travailliste indépendant en 1910. Physiquement inapte au service militaire, il se déclare néanmoins objecteur de conscience durant la Première Guerre mondiale, et se plonge dans des recherches sur le commerce international des armes, qu'il dénonce. En 1921, il rejoint le Parti communiste de Grande-Bretagne, et devient membre du premier comité central du parti.

## Carrière politique
Candidat travailliste malheureux aux élections de 1918, il se présente à nouveau aux élections législatives de novembre 1922 dans la circonscription écossaise de Motherwell. Le Parti travailliste ne présente pas de candidat contre lui, et il remporte le siège. Il est le premier député à être élu sous l'étiquette du Parti communiste, bien que Cecil L'Estrange Malone, élu comme libéral en 1918, ait siégé brièvement comme communiste de 1920 à 1922. Shapurji Saklatvala, membre du Parti communiste, est également élu au scrutin de 1922, mais sous l'étiquette travailliste. Bien que Saklatvala siège avec les travaillistes et Newbold non, les deux hommes coopèrent étroitement, défendant à la Chambre les intérêts des chômeurs, prônant la construction de logements abordables et le contrôle des loyers.
Newbold perd son siège aux élections de décembre 1923. Renonçant aux idées communistes, il quitte le parti l'année suivante et rejoint le Parti travailliste. Il se présente sans succès aux élections de 1929 sous l'étiquette travailliste, et édite le journal Social Democrat de 1929 à 1931. En 1931, il soutient le gouvernement d'unité national de Ramsay MacDonald, dominé par les Parti conservateur et appliquant une politique de rigueur budgétaire et de réduction des aides sociales dans le cadre de la Grande Dépression. Il se joint au mouvement « Travailliste national » (National Labour) qui soutient le gouvernement et se sépare du Parti travailliste.

## Liste des députés communistes au Parlement britannique
Il n'y a jamais eu que six représentants du Parti communiste au Parlement du Royaume-Uni :

À la Chambre des communes :
- Cecil L'Estrange Malone (1920-1922)
- Walton Newbold (1922-1923)
- Shapurji Saklatvala (1922-1929)
- William Gallacher (1935-1950)
- Phil Piratin (1945-1950)

À la Chambre des lords :
- Wogan Philipps (baron Milford) (1963-1993)